# 권미혁
권미혁(權美赫, 1959년 1월 10일 ~ )은 대한민국의 정치인이다.

## 학력
- 홍익여자고등학교 졸업
- 이화여자대학교 법정대학 법학 학사

## 경력
- 2005 ~ 2011 한국여성민우회 대표
- 2008 ~ 2014 시민사회단체연대회의 공동대표
- 2011 ~ 2014 민족화해협력범국민협의회 상임의장
- 2011 ~ 2013 한국여성단체연합 상임대표
- 2012 ~ 2015 방송문화진흥회 이사
- 2016 ~ 2016 더불어민주당 뉴파티위원장
- 2016 ~ 2016 더불어민주당 유능한경제정당위원회 위원
- 2016년 4월 13일: 대한민국 제20대 국회의원 선거 당선(비례대표, 더불어민주당, 초선)
- 2017.02 ~ 2018.08 더불어민주당 사회적경제위원회 부위원
- 2017.03 ~ 2018.08 더불어민주당 보건의료특별위원회 공동위원장
- 2017.04 ~ 2017.05 제19대 대통령 선거 더불어민주당 문재인 대통령 후보 국민주권선거대책위원회 전략본부 부본부장
- 2017.05 ~ 2018.11 더불어민주당 원내부대표
- 2018.11 ~ 2019.05 더불어민주당 원내대변인
- 민족화해협력범국민협의회 지도위원
- 2019.12 ~ 2020.03 제21대 국회의원 선거 경기 안양시 동안구 갑 더불어민주당 국회의원 예비후보

### 의정 활동
- 2016.05 ~ 2020.05: 제20대 국회의원 (비례대표, 더불어민주당,  초선)
  - 2016.06 ~ 2018.05: 제20대 국회 전반기 여성가족위원회 위원
  - 2016.06 ~ 2018.05: 제20대 국회 전반기 보건복지위원회 위원
  - 2016.07 ~ 2017.07: 제20대 국회 저출산고령화대책특별위원회 위원
  - 2016.12 ~ 2017.12: 제20대 국회 헌법개정특별위원회 위원
  - 2018.10 ~ 2019.06: 제20대 국회 윤리특별위원회 간사
  - 2018.07 ~ 2020.05: 제20대 국회 후반기 행정안전위원회 위원
  - 2019.08 ~ 2020.05: 제20대 국회 후반기 예산결산특별위원회 위원

## 역대 선거 결과
| 실시년도 | 선거   | 대수 | 직책     | 선거구   | 정당         | 득표수       | 득표율          | 순위          | 당락 | 비고 |
| -------- | ------ | ---- | -------- | -------- | ------------ | ------------ | --------------- | ------------- | ---- | ---- |
| 2016년   | 총선   | 20대 | 국회의원 | 비례대표 | 더불어민주당 | 6,069,744 표 | \| \| 25.54% \| | 비례대표 11번 |      | 초선 |
|          | 25.54% |      |          |          |              |              |                 |               |      |      |

## 같이 보기
- 대한민국 제20대 국회의원 선거 더불어민주당 후보 목록#비례대표